# IDOGI
iDOGI è un’azienda italiana con sede a Venezia, specializzata nella progettazione e realizzazione di lampadari di lusso in vetro artistico veneziano.
Oltre ai lampadari "oversize", l'azienda progetta tavoli luminosi, balaustre luminose e le fontane in cristallo.
L’azienda fornisce ai designer le conoscenze tecniche e un team qualificato e competente in grado di affiancarli nelle fasi di progettazione, realizzazione e installazione delle singole opere.

## Storia
L'azienda DOGI fu fondata nel 1968 a Venezia da Francesca Macor Caminiti - mamma dell’attuale presidente, Domenico Caminiti - come piccola impresa specializzata nella decorazione e rifinitura di preziose creazioni in vetro artistico veneziano.
Al momento di decidere come chiamare la nuova attività, Francesca ed il marito Antonio decisero di dedicarla ai loro due figli allora molto piccoli:  Domenico e Giuseppe. Le prime due lettere dei loro nomi diedero così vita al nome DOGI. 
Per una fortunata coincidenza, il nome Dogi era anche quello degli antichi capi di Stato che governarono la Serenissima Repubblica di Venezia dal 697 al 1797.
Fin dai primissimi tempi l’attività ebbe successo e venne più volte premiata da prestigiose istituzioni per la qualità e l’eccellenza dei propri lavori.
Già nel 1968, Francesca Macor Caminiti ricevette il premio "Qualità e Cortesia" dalla CCIAA di Venezia.

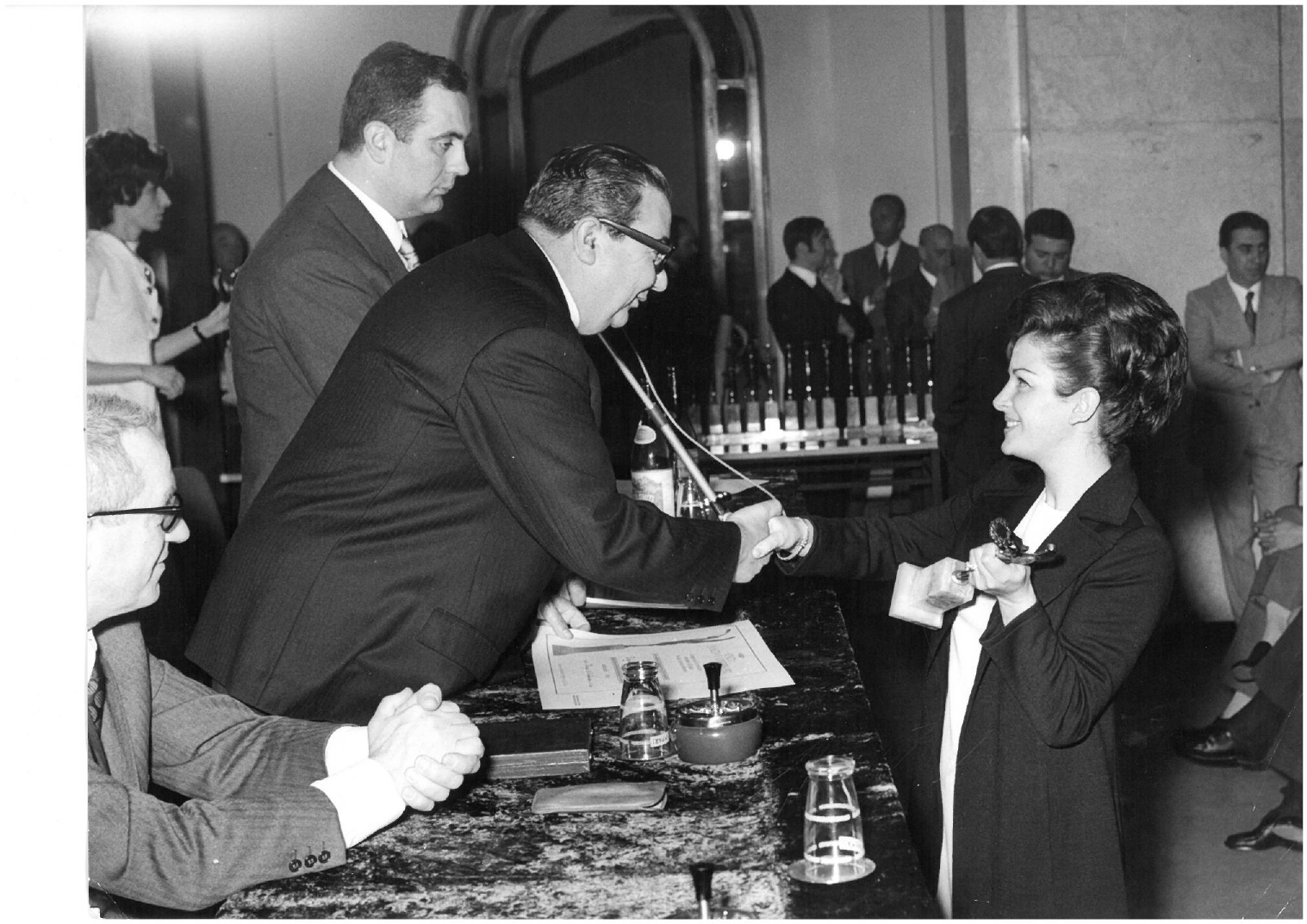
Nel 1968, Francesca Macor Caminiti riceve il premio "Qualità e Cortesia" a Venezia

Nel 1968, Francesca ed Antonio decisero di proteggere il marchio DOGI, registrandolo per la prima volta presso l’Ufficio Italiano Brevetti e Marchi di Roma.

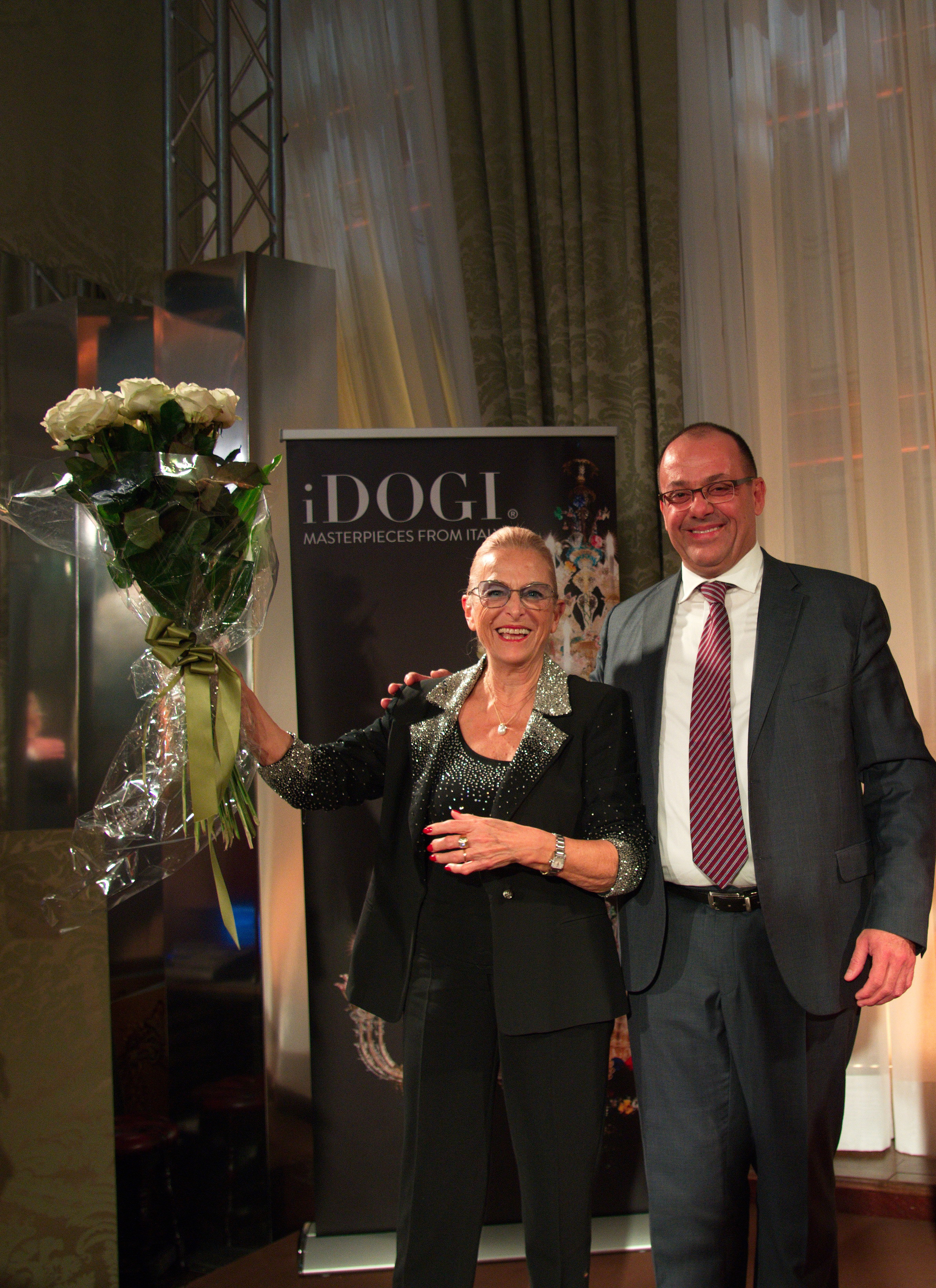
Domenico Caminiti (presidente) e sua madre Francesca Macor Caminiti (fondatrice) all'anniversario dei 50 anni de iDOGI

Nel 2012 i Dogi Group srl ha acquisito Industria Veneziana Lampadari, storica azienda nata nel 1968, specializzata anch’essa nella produzione di pregiati lampadari artistici.
L’unione di queste due realtà ha impresso ulteriore vigore a i Dogi Group, proiettandola verso traguardi sempre più ambiziosi in ambito internazionale.
Nel dicembre 2018 iDOGI ha acquisito i marchi Pauly & C. - Compagnia Venezia Murano e MVM Cappellin, assieme alle collezioni di oggetti artistici e storici. Da quella data, iDOGI diventa titolare del brand e dei suoi prodotti. L’azienda veneziana ha da tempo avviato un progetto di crescita e sviluppo, ancorato alla conservazione della tradizione del vetro artistico veneziano. In questo contesto è maturata la decisione di acquisire la compagnia Pauly & C. 1866, marchio storico conosciuto in tutto il mondo, al fine di tutelarne e potenziarne il valore nel tempo.